# غاري أثينز
غاري أثينز هو متزحلق جبال الألب كندي، ولد في 12 يونيو 1961 في كيلونا في كندا.

## وصلات خارجية
- غاري أثينز على موقع الاتحاد الدولي للتزلج (التزلج على المنحدرات الثلجية) (الإنجليزية)
- غاري أثينز على موقع أوليمبيديا (الإنجليزية)